# Пантеон Франсес
19°24′19″ пн. ш. 99°09′13″ зх. д. / 19.405174° пн. ш. 99.153526° зх. д.

Panteón Francés de la Piedad (укр. Французький цвинтар Милосердя) — це цвинтар у Мехіко, де поховані кілька видатних людей. Він розташований у південній частині міста, поруч із медичним центром, станцією метро Centro Medico та районом Colonia Buenos Aires. Зазначимо, що є ще один «Panteón Francés» у північно-західній частині міста, неподалік від станції метро Panteones; це не той самий цвинтар.
На цвинтарі є сотні прекрасних надгробних статуй, але доступ до них обмежений тільки для членів родин; територія цвинтаря надійно огороджена, і єдиний вхід охороняється.

## Відомі поховання
- Піна Пеллісер — акторка
- Педро Амаро — брат генерала Хоакіна Амаро Домінгеса та колишній секретар війни Мексики
- Рікардо Флорес Магон — політичний активіст часів Мексиканської революції
- Маурісіо Гарсес — актор і комік
- Роберто Гомес Боланьос[2] — гуморист, більш відомий під псевдонімом Чеспіріто
- Марія Фелікс — кіноакторка та співачка
- Амаля Ернандес — керівниця Бале Фольклоріко де Мексико
- Альфонсо Ортіс Тірадо — лікар та оперний співак
- Хосе Ревуельтас — письменник
- Кармен Ромеро Рубіо — дружина Порфіріо Діаса та Перша леді Мексики
- Хосе Сулейман — боксерський чиновник, президент Всесвітньої боксерської ради
- Мігель Закаріас — кінорежисер